# HD108098
HD108098 — хімічно пекулярна зоря спектрального класу A1, що має видиму зоряну величину в смузі V приблизно  9,6.
Вона  розташована на відстані близько 791,6 світлових років від Сонця.